# George Crum

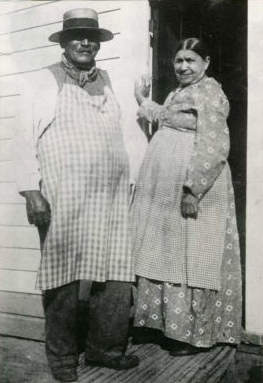
George Crum met zijn schoonzus Aunt Kate Weeks

George "Speck" Crum (15 juli 1824 – 22 juli 1914) was een kok van Afro-Amerikaanse en Indiaanse afkomst en de zoon van een Amerikaanse jockey. Hij was de chef-kok van het restaurant Moon's Lake House, een resort in Saratoga Springs, New York.

## De legende van de uitvinding van de chips
Alhoewel chips al beschreven was als een gerecht in een Engels kookboek uit 1817 wordt George Crum regelmatig vermeld als de uitvinder ervan.
De legende vertelt dat op 24 augustus 1853 een gast zijn beklag deed dat de door Crum geserveerde patat friet veel te dik en klef was en ook niet zout genoeg. De boze kok was danig gefrustreerd door deze opmerking en hij, bekend om zijn sarcasme, besloot daarom maar helemaal aan de klachten van de gast tegemoet te komen: hij sneed de aardappelen flinterdun, frituurde deze tot gekrulde chips en gooide er flink wat zout overheen. Toen de chips klaar waren serveerde hij ze aan de gast die ze met veel smaak opat. Andere gasten in het restaurant wilden ook wel deze nieuwe lekkernij proeven. De chips werden razend populair en werden bekend als een lokale delicatesse onder de naam Saratoga Chips.
Plaatselijke overleveringen vertellen dat de moeilijke klant in Saratoga Springs niemand minder dan de spoorwegmagnaat Cornelius Vanderbilt was.
In 1860 opende Crum zijn eigen restaurant, "Crumbs House", nabij Saratoga Lake, waar hij een groeiende clientèle kreeg. Een van de speciale attracties in zijn restaurant was een mand vol met chips die hij op elke tafel plaatste.
Crum sloot zijn restaurant in 1890. Hij overleed op 22 juli 1914 op 90-jarige leeftijd.
Er zijn echter geen verwijzingen naar Crum als uitvinder van chips te vinden gedurende zijn leven of tijdens zijn overlijden.  De krant The New York Tribune schreef een artikel over "Crum's: The Famous Eating House on Saratoga" in december 1891, maar, vreemd genoeg, zei niets over chips. De door hem geautoriseerde biografie, gepubliceerd in 1893, noch een overlijdensbericht uit 1914 in een regionale krant vermeldt iets over chips.  Een doodsbrief zegt wel dat "Van Crum wordt gezegd dat hij de eigenlijke uitvinder is van Saratoga chips".